# Operación de las Naciones Unidas en Costa de Marfil

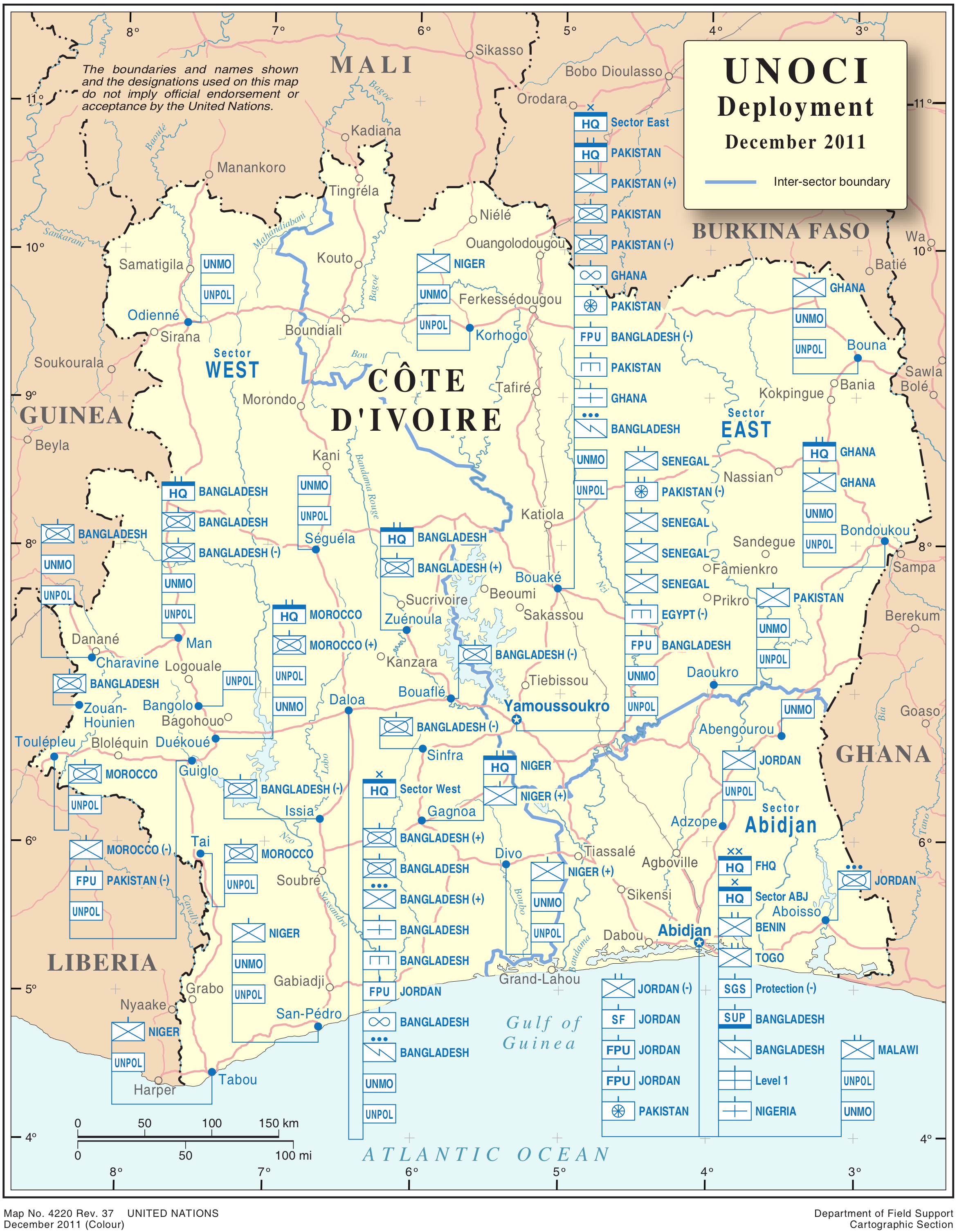
Despliegue de la misión a fecha diciembre de 2011.

La Operación de las Naciones Unidas en Costa de Marfil (también conocida como UNOCI por las siglas en inglés de United Nations Operation in Côte d'Ivoire o ONUCI por las siglás en francés de Opération des Nations Unies en Côte d'Ivoire) es una misión internacional de mantenimiento de la paz desplegada desde 2004 cuyo objetivo es "facilitar la aplicación del Acuerdo de Paz firmado en enero de 2003 por las partes de Côte d’Ivoire" (Acuerdo firmado con la intención de poner fin a la Guerra Civil que atravesaba el país). Los dos principales actores implicados en el conflicto marfileño son las fuerzas gubernamentales, que controlaban el sur del país incluyendo la capital Abiyán, y las autodenominadas Forces Nouvelles de Côte d'Ivoire (Fuerzas Nuevas de Costa de Marfil, hasta entonces conocidos simplemente como los rebeldes) que controlaban el norte. La misión de la ONUCI intenta ejercer un control efectivo en la denominada "zona de confianza" del centro del país. La jefatura de la misión y a la vez Representante Especial del Secretario General es el neerlandés Albert Gerard Koenders.
La misión fue creada tras la aprobación de la resolución 1528 del Consejo de Seguridad de las Naciones Unidas del 27 de febrero de 2004. Dicha resolución establecía inicialmente un mandato de 12 meses a partir del 4 de abril, fecha en la cual asumiría parte de las responsabilidades de la Misión de las Naciones Unidas en Costa de Marfil (MINUCI), la cual se iba a dar por finalizada. Por sucesivas resoluciones el mandato de la ONUCI se fue prorrogando por periodos de 12 meses. La misión estaba autorizada hasta el 31 de julio de 2012 según lo dispuesto por la resolución 2000 del Consejo de Seguridad.
La misión tiene establecido su cuarten general en Abiyán. A fecha diciembre de 2011 tenía desplegados 10.999 agentes uniformados (9.416 militares, 197 observadores militares y 1.386 agentes de policía) que eran complementados por 397 trabajadores civiles internacionales, 743 trabajadores civiles locales y 276 voluntarios de las Naciones Unidas. Hasta esa fecha la misión había sufrido 89 bajas mortales (59 soldados, 15 policías, 1 observador militar, 4 civiles internacionales y 10 civiles locales).